# L'Olimpiade
L'Olimpiade è un libretto d'opera seria (dramma per musica) di Pietro Metastasio, scritto nel 1733 per essere inizialmente musicato da Antonio Caldara. Il soggetto del libretto trae assai libero spunto da una vicenda della vita di Clistene, tiranno di Sicione, narrata da Erodoto e Pausania, e trova altresì ispirazione nel quinto libro delle Mythologiae (1551) dell'umanista Natale Conti (1520–1582), nel Torrismondo e nell'Aminta del Tasso, nel Pastor fido del Guarini, e, più direttamente, nel libretto, Gli inganni felici, di Apostolo Zeno.

## La vicenda storica
La traduzione in musica di Caldara fu rappresentata per la prima volta a Vienna, il 28 agosto 1733, in occasione del compleanno dell'imperatrice Elisabetta Cristina - moglie di Carlo VI -, cui è dedicato un panegirico (una Licenza) dopo la fine del terzo atto.
Il melodramma di Metastasio riscosse subito un notevole successo, tanto da venire di nuovo musicato nei diciotto mesi successivi da compositori del calibro di Vivaldi e Pergolesi, e da diventare uno dei testi metastasiani più frequentati, riscuotendo alla fine, nell'arco di un secolo - seppur spesso con rimaneggiamenti o sostanziali modifiche - decine e decine di traduzioni in musica.
Il pubblico e la critica giudicarono sin dall'inizio questo melodramma come «il capolavoro del Metastasio».

## Trama

### Antefatto
Questo è l'«Argomento», come riportato dal libretto originale:

Nacquero a Clistene, re di Sicione, due figliuoli gemelli, Filinto ed Aristea: ma, avvertito dall'oracolo di Delfo del pericolo ch'ei correrebbe d'esser ucciso dal proprio figlio, per consiglio del medesimo oracolo fece esporre il primo e conservò la seconda. Cresciuta questa in età ed in bellezza, fu amata da Megacle, nobile e valoroso giovane ateniese, più volte vincitore ne' giuochi olimpici. Questi, non potendo ottenerla dal padre, a cui era odioso il nome ateniese, va disperato in Creta. Quivi assalito, e quasi oppresso da masnadieri, è conservato in vita da Licida creduto figlio del re dell'isola; onde contrae tenera e indissolubile amistà col suo liberatore. Avea Licida lungamente amata Argene, nobil dama cretense, e promessale occultamente fede di sposo. Ma, scoperto il suo amore, il re, risoluto di non permettere queste nozze ineguali, perseguitò di tal sorte la sventurata Argene, che si vide costretta ad abbandonar la patria e fuggirsene sconosciuta nelle campagne d'Elide, dove sotto nome di Licori ed in abito di pastorella visse nascosta a' risentimenti de' suoi congiunti ed alle violenze del suo sovrano. Rimase Licida inconsolabile per la fuga della sua Argene; e dopo qualche tempo, per distrarsi dalla mestizia, risolse di portarsi in Elide e trovarsi presente alla solennità de' giuochi olimpici, ch'ivi, col concorso di tutta la Grecia, dopo ogni quarto anno si ripetevano. Andovvi lasciando Megacle in Creta, e trovò che il re Clistene, eletto a presiedere a' giuochi suddetti, e perciò condottosi da Sicione in Elide, proponeva la propria figlia Aristea in premio al vincitore. La vide Licida, l'ammirò, ed, obliate le sventure de' suoi primi amori, ardentemente se n'invaghì; ma disperando di poter conquistarla, per non esser egli punto addestrato agli atletici esercizi, di cui dovea farsi pruova ne' detti giuochi, immaginò come supplire con l'artificio al difetto dell'esperienza. Gli sovvenne che l'amico era stato più volte vincitore in somiglianti contese; e (nulla sapendo degli antichi amori di Megacle con Aristea) risolse di valersi di lui, facendolo combattere sotto il finto nome di Licida. Venne dunque anche Megacle in Elide alle violenti istanze dell'amico; ma fu così tardo il suo arrivo, che già l'impaziente Licida ne disperava. Da questo punto prende il suo principio la rappresentazione del presente drammatico componimento.

### Atto primo
In una valle boscosa nei pressi di Olimpia Licida smania con il precettore Aminta per il ritardo di Megacle arrivando perfino a dubitare della lealtà dell'amico e proponendosi di affrontare lui stesso le gare, sia pur senza speranza. Megacle però sopraggiunge e, messo a parte dei piani dell'amico, accetta di andare ad iscriversi con il suo nome. 
In una ridente campagna lungo il fiume Alfeo in vista di Olimpia, Argene, sotto le spoglie di Licori, sta tessendo ghirlande tra pastori e pastorelle quando viene raggiunta dalla principessa Aristea, con cui si è nel frattempo legata di amicizia: questa è in preda all'angoscia a causa della prossima gara che stabilirà la sua sorte nuziale, ma chiede all'amica di raccontarle invece le sue pene passate e scopre come costei, proveniente da un'illustre famiglia cretese, era stata abbandonata dall'amato Licida e era alla fine fuggita dai lidi patrii, per non essere obbligata a sposare Megacle. Nell'udire questo nome, Aristea rimane comprensibilmente scossa e, dai particolari che Argene aggiunge, capisce che si tratta proprio del suo amato, che però non è ancora presente ai giochi e non potrà quindi concorrere alla sua mano. Dopo aver tentato inutilmente di convincere Clistene ad un rinvio, la disperata Aristea scongiura l'amica di andare in traccia dell'amante assente.
Iscrittosi ai giochi, Megacle rimane sconvolto quando Licida gli rivela l'identità della donna per cui si gareggia, ma riesce a vincere i suoi primi moti di ribellione e, per restare solo, finge di addormentarsi dopo il lungo viaggio che l'ha portato in Elide. Partito Licida, sopraggiunge però Aristea, che gli manifesta subito tutta la sua gioia e ottiene la conferma di essere ancora corrisposta: il giovane però cerca di allontanarla, perché ha già deciso di far prevalere i vincoli dell'amicizia e della riconoscenza su quelli dell'amore.

### Atto secondo
Disputata l'Olimpiade, "Licida" è annunciato vincitore. Aristea si duole della sua sorte, mentre Argene freme di sdegno nei confronti dell'uomo che le aveva giurato eterno amore. Megacle - ancora fingendosi Licida - chiede al re di poter tornare a Creta per ottenere dal padre il consenso alle nozze, e vorrebbe unirsi ad Aristea nella presunta patria, e Clistene si mostra favorevole.
Nel frattempo giunge Aristea, la quale gioisce nel vedere come, con sua sorpresa, il capo cinto d'ulivo sia quello di Megacle. Tuttavia, questi confessa alla fanciulla tutta la verità: la giovane sviene, e Megacle l'affida a Licida, pronunciando parole piene di disperazione di cui il principe non capisce il motivo. Quando Aristea rinviene, affronta Licida con rabbia e lascia la scena. Il principe di Creta non si raccapezza, e cade in preda all'angoscia dopo aver incontrato Argene, la quale minaccia di raccontare tutto al re. A questo punto Aminta reca l'annuncio della morte di Megacle che, disperato, si è gettato nel fiume, e ne attribuisce la responsabilità all'egoismo e alla sventatezza di Licida. In preda a mille sentimenti contrastanti, il principe cerca di riaversi dalle numerose emozioni, ma si aggiunge un ulteriore problema: Alcandro gli annuncia che il sovrano ha scoperto l'inganno da lui perpetrato e gli impone, a pena di morte, di lasciare immediatamente l'Elide.

### Atto terzo
Megacle  è stato salvato da un pescatore, tuttavia sia egli che Aristea protestano di non aver più motivo per vivere. Nel frattempo si viene a sapere che Licida ha alzato il pugnale contro il re mentre questi sacrificava nel tempio di Giove. Prima di compiere l'omicidio, turbato dallo sguardo severo di Clistene, ha lasciato cadere l'arma. Condannato a morte, attende di essere giustiziato; Megacle accorre in suo aiuto.
Dinanzi al tempio, l'esecuzione sta per consumarsi. Clistene non riesce a spiegarsi lo smisurato dispiacere che quell'atto gli procura, tanto da renderglielo penoso, ma l'ira divina va necessariamente placata. Licida ha diritto a un ultimo desiderio; chiede di vedere Megacle, viene accontentato e gli sta ormai porgendo tra le lacrime l'estremo saluto quando arriva Argene, pronta a morire al posto dell'amato. Clistene che non ritiene una pastorella degna di intervenire nella questione, per cui Argene svela la promessa di matrimonio e la propria identità, mostrando il monile che come pegno d'amore Licida le aveva donato. Non appena vede il gioiello, Clistene lo riconosce: è lo stesso che portava suo figlio Filinto ancora in fasce, quando il suo servitore Alcandro lo aveva gettato in mare. 
Ora dunque tutto sembrerebbe chiaro. Licida è Filinto, e  la su identità è confermata dalla confessione di Alcandro, che non aveva avuto cuore di uccidere il bambino, e dalla testimonianza di Aminta. Clistene, però, a dispetto del fortissimo sentimento provato nel ritrovare il figlio, non ritiene di poter comunque violare la legge che lo condanna a morte, e ne ordina l'esecuzione annunciando che poi lui stesso seguirà il figlio ritrovato. Megacle spiega però che la giornata in cui Clistene ha avuto incarico di presiedere ai giochi è terminata, come quindi il suo potere di decidere: la sorte del reo va rimessa al giudizio del popolo, la cui clemenza salva il giovane (e il padre insieme). Questi, commosso dall'amore di Argene, accetta di sposarla, mentre Megacle ed Aristea si uniranno in matrimonio secondo il volere del sovrano.

## Traduzioni in musica[6]
- Antonio Caldara: L'Olimpiade, Vienna, giardino del Palazzo della Favorita, 1733
- Antonio Vivaldi: L'Olimpiade, Venezia, Teatro Sant'Angelo, 1734
- Giovanni Battista Pergolesi: L'Olimpiade, Roma, Teatro Tordinona, gennaio 1735
- Giuseppe Ferdinando Brivio: L'Olimpiade, Torino, 1737
- Giuseppe Maria Orlandini: L'Olimpiade, Firenze, 1737
- Leonardo de Leo: L'Olimpiade, Napoli, 1737
- Domenico Alberti: Olimpiade, Madrid, 1737
- Francesco Corradini: La más heroica amistad y el amor más verdadero, Madrid, 1745
- Giuseppe Scarlatti: L'Olimpiade, Lucca, 1745
- Ignazio Fiorillo: L'Olimpiade, Venezia, 1745
- Giuseppe Scolari: L'Olimpiade, Venezia, 1747
- Giovanni Battista Lampugnani: L'Olimpiade, Firenze, 1748
- Baldassare Galuppi: L'Olimpiade, Milano, 1748
- Pietro Pulli: L'Olimpiade, Modena, 1751
- Gaetano Latilla: L'Olimpiade, Venezia, 1752
- Davide Perez: L'Olimpiade, Lisbona, 1753
- Nicola Bonifacio Logroscino: L'Olimpiade, Roma, 1753
- Francesco Antonio Baldassare Uttini: L'Olimpiade, Copenaghen, 1754
- Egidio Romualdo Duni: L'Olimpiade, Parma, 1755
- Johann Adolf Hasse: L'Olimpiade, Dresda, 1756
- Giuseppe Carcani: L'Olimpiade, Mantova, 1757
- Carlo Monza: L'Olimpiade, Milano, 1757
- Tommaso Traetta:  L'Olimpiade, Verona, 1758
- Gregorio Sciroli: L'Olimpiade, Venezia, 1760
- Niccolò Jommelli: L'Olimpiade, Stoccarda, 1761
- Vincenzo Manfredini: L'Olimpiade, Mosca, 1762
- Pietro Alessandro Guglielmi: L'Olimpiade, Napoli, 1763
- Antonio Sacchini: L'Olimpiade, Padova, 1763
- Domenico Fischietti: L'Olimpiade, Praga, 1763
- Andrea Bernasconi: L'Olimpiade, Monaco di Baviera, 1764
- Florian Leopold Gassmann: L'Olimpiade, Vienna, 1764
- Thomas Arne: L'Olimpiade, Londra, 1765
- Giovanni (Calisto Andrea) Zanotti (1738-1817):  L'Olimpiade, Bologna, 1767[7]
- Pasquale Cafaro: L'Olimpiade, Napoli, Teatro San Carlo, 12 gennaio 1769[8]
- Pasquale Anfossi: L'Olimpiade, Venezia, Teatro San Benedetto, 26b dicembre 1774[9]
- Luigi Gatti: Olimpiade, Salisburgo, Teatro di corte, 30 settembre 1775[10]
- Antonio Rossetti (1744 - 1785?): L'Olimpiade,  Milano, Teatro Interinale, 27 dicembre 1777[11]
- Josef Mysliveček: L'Olimpiade, Napoli, Teatro San Carlo, 4 novembre 1778
- Antonio Gatti (1781 - ?): L'Olimpiade, Mantova, Regio-Ducal Teatro Nuovo, primavera 1781[12]
- Francesco Bianchi: L'Olimpiade, Milano, Teatro alla Scala, 26 dicembre 1781
- Gaetano Andreozzi: L'Olimpiade, Pisa, Teatro dei Nobili, primavera 1782[13]
- Johann Gottfried Schwanenberger: L'Olimpiade, Brunswick, Teatro Ducale, estate 1782[14]
- Luigi Cherubini: L'Olimpiade, [?], 1783[15]
- Giovanni Battista Borghi: L'Olimpiade, Modena, Teatro Rangoni, 26 dicembre 1784
- Domenico Cimarosa: L'Olimpiade, Vicenza, Teatro Eretenio, 10 luglio 1784
- Giovanni Paisiello: L'Olimpiade, Napoli, Teatro San Carlo, 20 gennaio 1786
- Ambrogio Minoja: L'Olimpiade, Roma, 1788
- Vincenzo Federici: L'Olimpiade, Torino, Teatro Regio, 26 dicembre 1789[16]
- Johann Friedrich Reichardt: L'Olimpiade, Berlino, 1791
- Angelo Tarchi: L'Olimpiade, Roma, 1792
- Marcello Perrino: L'Olimpiade, Napoli, 1795
- Michele Arditi: L'Olimpiade, Napoli, 1800
- Johann Nepomuk von Poissl: Der Wettkampf zu Olympia, oder die Freunde : Oper in drey Akten, frey nach Metastasis, Monaco di Baviera, 1815 (libera versione in tedesco)
- Gaetano Donizetti: Olimpiade, (1817, incompleta)